# Zainsk
Zainsk (rusky Заинск; tatarsky Зәй) je město v Tatarstánu v Ruské federaci. Při sčítání lidu v roce 2010 měl přes jednačtyřicet tisíc obyvatel.

## Poloha a doprava
Zainsk leží poblíž soutoku Lesního Zaje a Stepního Zaje, kterým vzniká Zaj, levý přítok Kamy. Od Kazaně, hlavního města republiky, je vzdálen zhruba 290 kilometrů východně.
Přes město vede železniční trať od Bugulmy přes Naberežnyje Čelny do Agryzu.